# 재활의학

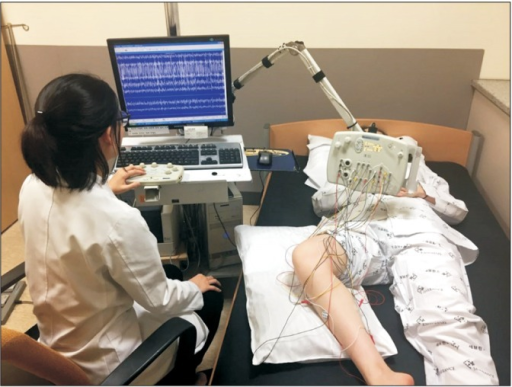
환자의 근긴장 장애 동안 10채널 동적 다근전도 검사를 실시하는 재활 의사.

재활의학(再活醫學, physical medicine and rehabilitation, PM&R, 또는 physiatry)은 만성적 장애를 치료하고, 물리적인 방법을 통해 장애자에게 정상 기능을 회복시켜 주는 의학의 전문 분야이다. 물리요법 의학이라고도 하는데, 신체의 운동 기능에 영향을 주는 병이나 통증 때문에 활동의 제약을 받는 장애자가 원만한 사회 생활을 할 수 있도록 하는 데 목적이 있다. 치료법으로는 열마사지 운동, 전기 자극, 기능 훈련 등이 있다. 재활의학이 전문 분야로 자리잡은 것은 1차 세계대전 이후이며, 한때 유행했던 소아마비나 2차 세계대전으로 부상당한 사람들을 치료하는 과정에서 많은 발전을 보았다.

## 역사
20세기 전반기에 물리의학과 재활의학이라는 두 가지 비공식 전문 분야가 별도로 개발되었지만 실제로는 둘 다 장애가 있는 부상으로 구성된 유사한 환자 집단을 치료했다. 프랭크 H. 크루센(Frank H. Krusen)은 템플 대학교와 메이오 클리닉에서 수치료법과 고압산소와 같은 물리요법의 사용을 강조한 물리의학의 선구자였으며, 1938년에 '물리학'이라는 용어를 만든 사람이 바로 이 사람이다. 부상당한 군인과 노동자를 치료하는 데 있어 두 차례의 세계 대전 중에 명성을 얻었다. 미주리주 출신의 내과 의사인 하워드 A. 러스크(Howard A. Rusk)는 제2차 세계대전 중 공군 재활의사로 임명된 후 재활의학의 선구자가 되었다. 1944년 자선사업가 베르나르 바루흐(Bernard Baruch)가 의뢰한 바루흐 위원회(Baruch Committee)는 전문 분야를 두 분야의 결합으로 정의하고 공식 의료 전문 분야로 수용하기 위한 틀을 마련했다. 이 위원회는 또한 전국적으로 훈련 및 연구 프로그램을 수립하기 위해 자금을 분배했다. 미국에서 물리의학 및 재활의학으로 알려지게 된 전문 분야는 1947년 미국 의료 전문 위원회(American Board of Medical Specialties)의 권한 하에 독립적인 물리 의학 위원회(Board of Physical Medicine)가 설립되면서 공식적으로 확립되었다. 1949년 러스크와 다른 사람들의 주장에 따라 전문 분야에 재활의학이 통합되고 이름이 물리의학 및 재활학으로 변경되었다.